# 邓绾
邓绾（1028年—1086年），字文约，北宋官员。成都府双流县（今四川省成都市双流区）人。
宋仁宗庆历年间举进士，为礼部第一。转任职方员外郎。宋神宗熙宁三年（1070年）通判宁州。上书条陈时政数十事，以为宋朝建国百年，应当更化，颂扬王安石变法。擢升为集贤校理、检正中书孔目房，不久同知谏院。转任侍御史知杂事，判司农寺。推行常平法、水利法、免役法、保甲法等法，不遗余力。进升为御史中丞。王安石罢相，邓绾依附吕惠卿。王安石复相，又上奏弹劾吕惠卿、章惇。转任翰林学士。忤逆王安石之意，被宋神宗斥知虢州。因为颂新法得官职，被乡人笑骂，他说：“笑骂从汝，好官须我为之。”元丰年间，历知荆南、陈州、陕州、青州、邓州。宋哲宗元祐初年，改知扬州、滁州，同年去世。其子邓洵仁、邓洵武。

## 延伸阅读
[在维基数据编辑]
 《宋史·卷329》，出自脱脱《宋史》